# Schockville (Dreibaach)
Der Ruisseau de Schockville ist ein knapp vier Kilometer langer Bach in der wallonischen Provinz Luxemburg und der linke und nördliche Quellbach des Dreibaachs.

## Verlauf
Der Ruisseau de Schockville entsteht in einem Waldgelände südwestlich von Attert-Parette aus zwei Quellbächen. Der längere Quellast entspringt auf einer Höhe von etwa 445 m O.P. etwa zweihundert Meter südlich der Einmündung der N87 in die N4. Nach einem Lauf von knapp vierhundert Metern vereinigt er sich mit dem zweiten Quellast. Der vereinigte Bach verlässt den Wald und fließt dann, parallel zur N4 und begleitet von einem Saum aus Büschen und Bäumen südsüdwestwärts durch Felder und Wiesen an Attert-Rodenhof vorbei. Er läuft dann östlich an Attert-Schockville vorbei und vereinigt sich schließlich  in Attert-Post auf einer Höhe von etwa 309 m O.P. nördlich der Straßenecke Voie des Champs Mêlés/Rue de Buisson mit dem Ruisseau de Post und dem  Foulterflass zum Dreibaach.